# Gaja Kos
Gaja Kos, slovenska kritičarka, publicistka in prevajalka.
Po diplomi iz primerjalne književnosti in literarne teorije na Filozofski fakulteti v Ljubljani je Gaja Kos na istem oddelku vpisala doktorski študij na temo Slovenski mladinski problemski roman.
Hkrati je kot samostojna kulturna delavka začela objavljati literarne kritike za revije Literatura, Dialogi in Književni listi. Njene članke objavlja tudi Nedelo na strani Priporočena kultura.  

## Nagrade
2010 - Stritarjeva nagrada za najboljšo mlado literarno kritičarko